# Aderus sinuatefasciatus
Aderus sinuatefasciatus es una especie de coleóptero de la familia Aderidae. Fue descrita científicamente por Maurice Pic en 1936.

## Distribución geográfica
Habita en Mauricio.